# Palacio de La Florida (Bolivia)
El Palacio de La Florida es un palacio de Bolivia, ubicado a 4,5 kilómetros de Sucre, la capital del país. Administrativamente se encuentra en el Distrito 4 del municipio de Sucre, en la provincia de Oropeza. Anteriormente fue una residencia campestre construida en el siglo XIX por el expresidente Aniceto Arce, que refleja su visión modernizadora y su gusto por la arquitectura europea. Rodeado por un extenso jardín con árboles centenarios, el palacio se encuentra a orillas de la quebrada de Quirpinchaca, en la zona de El Tejar. Tiene la estructura de un antiguo caserón colonial típico. La Florida es un inmueble que pertenece a la Categoría A, o Valor de Preservación Monumental.

## Historia

Aniceto Arce, presidente de Bolivia entre 1888 y 1892.

En 1870, Aniceto Arce Ruiz, destacado empresario minero y político boliviano, adquirió el fundo de La Florida, ubicado a unos dos kilómetros al norte de La Glorieta, la residencia de su cuñado Francisco Argandoña, con quien mantenía una estrecha relación. El terreno había sido originalmente una hacienda colonial conocida como Huirupucu, que perteneció a un hombre de apellido Isaac. Posteriormente, fue transferida al empresario minero Fernando Iturralde, quien la vendió a Arce ese mismo año. Arce decidió transformar este terreno en su residencia oficial, encargando la construcción del palacio al arquitecto suizo Antonio Camponovo. Su objetivo fue convertirlo en una pequeña ciudadela industrial y agropecuaria.
El palacio fue construido con un estilo europeo, rodeado de jardines que incluían árboles exóticos traídos del extranjero. En su interior se incorporaron vitrales, tapices, chimeneas y mobiliario importado. Además de ser una residencia de descanso, la propiedad también cumplía funciones agrícolas y ganaderas. Además, Arce trajo artistas europeos a Sucre para encargarse de la decoración pictórica del edificio. Estos artistas pintaron al temple los salones principales, el comedor y otras habitaciones del palacio. Utilizaron la técnica del Trompe-l'œil (castellanizada como “trampantojo”), una forma de pintura que genera una ilusión óptica de profundidad mediante falsos relieves y acabados que imitan materiales como la madera o el mármol. Arce desarrolló la granja de La Florida hasta convertirla en un establecimiento agroindustrial. Además, el palacio funcionaba como oficina desde donde administraba sus diversas fincas, entre ellas La Oroya, propiedad que recibió como herencia de su esposa Amalia Argandoña.
Luego de la muerte de Arce, en 1906, La Florida fue heredada por uno de sus hijos. Posteriormente, pasó a manos de la familia Iturralde, y años después fue transferida a los excombatientes de la Guerra del Chaco, hasta que finalmente fue cedida a la Prefectura del departamento de Chuquisaca.
Posteriormente, en 2015, el Palacio de La Florida fue designado por el Gobierno central como segunda residencia presidencial. Luego, en 2018, ante la falta de recursos por parte de la Gobernación para mantener la infraestructura, esta transfirió el inmueble en comodato a la Alcaldía de Sucre para que funcione como sede de la Federación Latinoamericana de Ciudades, Municipios y Asociaciones Municipalistas (FLACMA). En ese marco, la municipalidad llevó a cabo algunas refacciones para recibir una reunión internacional. Actualmente, La Florida forma parte del plan municipal denominado Marca Ciudad, que contempla su puesta en valor como espacio patrimonial. En una etapa piloto se invirtieron 70.000 bolivianos en tecnología para recorridos virtuales, con miras a una inversión total de cerca de 2 millones para acondicionar áreas como jardines, caballerizas y la capilla. También se proyecta la musealización del palacio mediante la incorporación de mobiliario y objetos decorativos representativos de la época.

## Arquitectura
El Palacio de La Florida, construido durante el siglo XIX por encargo de Aniceto Arce. Aunque su trazado recuerda a un palacio renacentista, su diseño responde a los cánones del estilo neoclásico. Presenta una planta baja conformada por un alargado pórtico en forma de “L”, sostenido por sencillas columnas dóricas. Sobre este primer nivel se alza un segundo cuerpo con ventanas de estilo jónico, rematado por una balaustrada que corona la fachada. En la segunda planta existen cerca de 35 ambientes, haciendo un total de más de 70 habitaciones en todo el inmueble. Su color resulta elegante por la combinación de tonos ladrillo y azul, y está custodiado por enormes palmeras.
En su interior, la residencia conserva varios salones decorados con pintura mural, tanto en los lienzos de las paredes como en los tumbados que forman parte de la estructura decorativa. La temática de estas pinturas incluye paisajes y representaciones de mujeres en actitud de danza. Todo el edificio está rodeado de jardines en su perímetro exterior. La propiedad cuenta también con una capilla ubicada a pocos pasos del palacio, en la que se celebraron ceremonias religiosas como bautizos y bodas. Se tienen muchas similitudes entre La Florida, el Palacete del Guereo, el Castillo de La Glorieta y la Hacienda Aranjuez, no solo porque fueron diseñadas por el mismo arquitecto, sino también porque pertenecieron a familias emparentadas entre sí.